# Африканска райска мухоловка
Африканска райска мухоловка (Terpsiphone viridis) е вид птица от семейство Monarchidae.

## Разпространение
Видът е разпространен в Ангола, Бенин, Ботсвана, Буркина Фасо, Бурунди, Габон, Гамбия, Гана, Гвинея, Гвинея-Бисау, Джибути, Екваториална Гвинея, Еритрея, Етиопия, Замбия, Зимбабве, Йемен, Камерун, Демократична република Конго, Република Конго, Кот д'Ивоар, Кения, Лесото, Либерия, Малави, Мали, Мавритания, Мозамбик, Намибия, Нигер, Нигерия, Оман, Руанда, Саудитска Арабия, Сенегал, Сиера Леоне, Сомалия, Судан, Свазиленд, Танзания, Того, Уганда, Централноафриканската република, Чад, Южна Африка и Южен Судан.